# Magyar Turizmus Zrt.
A Magyar Turizmus Zrt. az Országos Idegenforgalmi Hivatal jogutódjaként, 1994. március 1-jén, eredetileg Magyar Turisztikai Szolgálat néven létrejött állami turisztikai marketingszervezet. 2010. óta a tulajdonosi jogokat a Magyar Fejlesztési Bank gyakorolja.

## Tevékenysége
A Magyar Turizmus Zrt. Magyarországot mint országmárkát külföldön és belföldön turisztikai szempontok szerint pozicionálja, a magyar turizmus arculatát építi és marketingkommunikációs tevékenységével az ország ismertségének növelésére törekszik. Feladata, hogy a magyar turisztikai kínálat piacra juttatását versenysemleges módon segítse belföldön és külföldön, támogassa a regionális együttműködéseket a turizmusmarketing területén, valamint turisztikai információkat biztosítson a belföldi és a Magyarországon tartózkodó külföldi turisták, a potenciális utazók, a döntéshozók, a belföldi és a külföldi turisztikai szakma számára.
A Nemzeti Turisztikai Adatbázis több mint 26000 turisztikai szolgáltatást (szálláshelyet, vendéglátóhelyet, múzeumot, látnivalókat, emlékműveket, eseményeket) tartalmaz, a hazai turisztikai szektor legátfogóbb, kereshető, többnyelvű adatbázisa, a Magyar Turizmus Zrt. belföldi és nemzetközi webes szolgáltatásainak motorja és a Google Maps magyarországi adatainak egyik forrása.
A Magyar Turizmus Zrt. szakmai irányításával a Tourinform hálózat irodái turisztikai információkkal látják el a területükre érkező belföldi és külföldi turistákat.
A Magyar Turizmus Zrt. számos külképviseletet működtet Magyarország legfontosabb turisztikai küldőpiacain. A külképviseletek a helyi piac igényeire szabott kiadványokat készítenek és terjesztenek, szakmai tevékenységükkel segítik a magyarországi utazást tervező nagyközönséget és utazásszervezőket, valamint kapcsolatot tartanak a helyi média és a turisztikai szakma képviselőivel.

## Külső hivatkozások
- Magyar nyelvű honlap, Nemzeti Turisztikai Adatbázis Archiválva 2012. július 14-i dátummal a Wayback Machine-ben
- Angol nyelvű honlap
- Tourinform hálózat